# Heinrich Reiß
Heinrich Reiß (* 9. November 1919 in Essen; † 23. August 2005 in Bielefeld) war von 1977 bis 1985 Präses der Evangelischen Kirche von Westfalen (EKvW).

## Leben
Der Sohn eines Postbetriebsassistenten studierte nach dem Besuch der Krupp-Oberrealschule in Essen, dem Militärdienst im Zweiten Weltkrieg und der Entlassung aus amerikanischer Kriegsgefangenschaft ab dem Sommersemester 1946 Evangelische Theologie in Wuppertal, Mirfield (England), Bonn und Münster. Die beiden theologischen Examina legte Heinrich Reiß 1950 und 1952 in Bielefeld ab (die Ordination erfolgte am 30. November 1952).
Nach dem Vikariat in Burgsteinfurt und einer einjährigen Tätigkeit als Studieninspektor in Münster promovierte er in Münster 1952 über „Das Verständnis der Bibel bei Johann Albrecht Bengel“. Anschließend arbeitete Reiß zwei Jahre lang als Hilfsprediger in Burgsteinfurt und als Lehrer am dortigen Gymnasium Arnoldinum für Religion und Hebräisch; er war Leiter der Arbeitsgemeinschaft für Religionslehrer und Kreisjugendpfarrer des Kirchenkreises Steinfurt. 1954 wurde er Studentenpfarrer in Münster.
1960 erfolgte die Berufung als Landeskirchenrat in das Landeskirchenamt der Evangelischen Kirche von Westfalen nach Bielefeld. Mit seiner Wahl zum Oberkirchenrat durch die Landessynode 1968 wurde Reiß zugleich hauptamtliches Mitglied der westfälischen Kirchenleitung. Im Landeskirchenamt war Reiß unter anderem für den theologischen Nachwuchs, die evangelischen Studentengemeinden und Fragen der kirchlichen Publizistik zuständig. 1977 wählte ihn die westfälische Landessynode als Nachfolger von Hans Thimme zum Präses der EKvW. Im März 1985 trat Reiß in den Ruhestand.

## Weitere Ämter
Als Oberkirchenrat war Reiß auch Mitglied des Programmbeirates des Westdeutschen Rundfunks (WDR). Seit 1978 Mitglied des Rates der EKU(-West), wurde er 1981 zu dessen Vorsitzendem gewählt. Von 1979 bis 1986 war Reiß Mitglied des Rates der EKD und wurde 1984 Beauftragter der EKD für Fragen der Kriegsdienstverweigerung.

## Veröffentlichungen u.a.
- Geistliches Wort. Ansprachen im Hörfunk, Bielefeld 1978.
- Reden von der Güte Gottes. Predigten und Texte im Kreis des Kirchenjahres. Bielefeld 1983.
- Der Grund unserer Hoffnung Jesus Christus. Das Evangelium in Bildern. Bielefeld 1984.
- Evangelische Weltverantwortung. Aufsätze und Reden, Bielefeld 1985.